# Satoru Okada
Satoru Okada (岡田 智 Okada Satoru), né le 10 janvier 1947 à proximité de la ville de Ōdate (Japon), est le directeur général de Nintendo Research & Engineering Department, division chargée de concevoir et développer les consoles portables de Nintendo. Il a aussi tenu le poste de réalisateur ou d'assistant producteur dans le développement de plusieurs jeux Nintendo, comme Metroid ou Kid Icarus, sortis tous les deux sur NES.
Okada est entré chez Nintendo en 1969, et a d'abord travaillé comme ingénieur à Nintendo Research and Development 1 avec Gunpei Yokoi. En 1996, le départ de Gunpei Yokoi causa la scission de R&D1, certains de ses ingénieurs créant alors une division spécialisée dans les consoles portables dont Okada devint le directeur général. Cette équipe développa des consoles portables à succès, comme la Game Boy Color, la Game Boy Advance, la Game Boy Advance SP et plus récemment les Nintendo DS et Nintendo 3DS.

## Travaux
Satoru Okada a conçu des jeux ainsi que du matériel :
- N&B Blocks/Love Tester (1969)
- Kosenju SP (1970)
- Light Telephone Lt (1971)
- Laser Clay Shooting (1973)
- Wild Gunman (1974)
- Chiritori (1979)
- Game & Watch (1980)
- Donkey Kong Jr. (1982, Nintendo Entertainment System)
- Donkey Kong 3 (1983, Nintendo Entertainment System)
- R.O.B. (1985, accessoire de la Nintendo Entertainment System)
- Metroid (1986, Nintendo Entertainment System)
- Kid Icarus (1986, Nintendo Entertainment System)
- Game Boy (1989)
- Super Mario Land (1989, Game Boy)
- Mario Paint (1992, SNES)
- Game Boy Camera (1998, accessoire de la Game Boy/Color)
- Game Boy Color (1998)
- Game Boy Advance (2001)
- Game Boy Advance SP (2003)
- Nintendo DS (2004)
- Game Boy Micro (2005)
- Nintendo DS Lite (2006)